# 마카테아섬

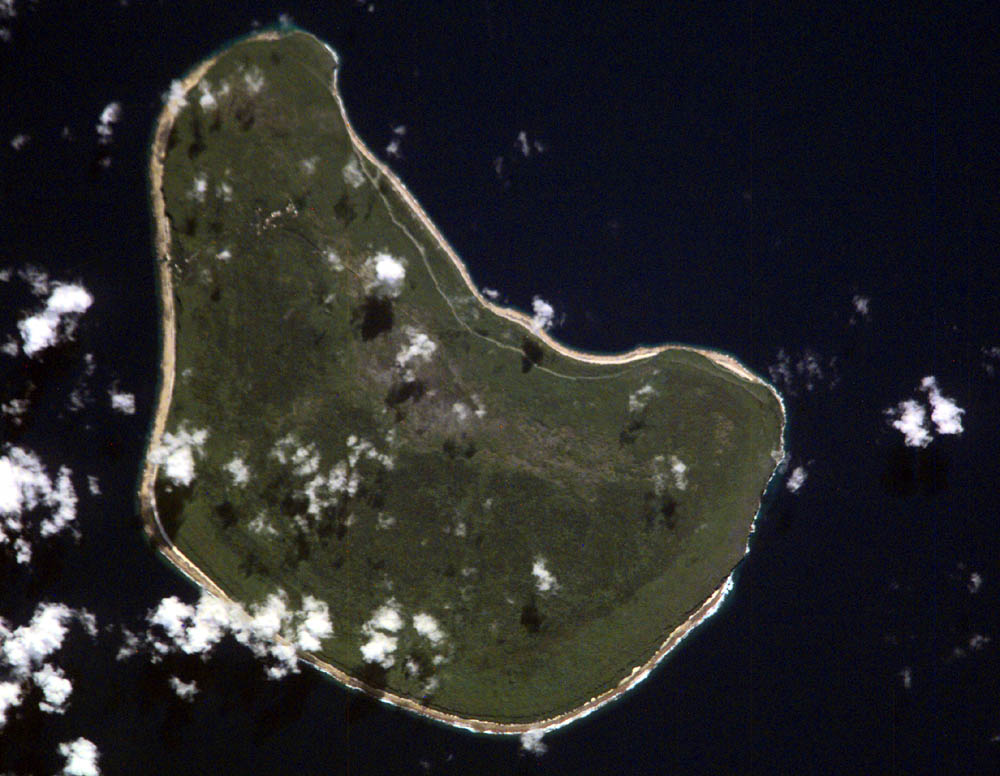

마카테아섬(Makatea, Mangaia-te-vai-tamae)은 투아모투 제도의 북서부 지역에 위치한 산호 환초로, 프랑스령 폴리네시아의 프랑스의 해외 영토의 일부이다. 랑이로아 환초로부터 남서쪽으로 79킬로미터 떨어진 곳에 위치하며 서쪽으로 팔리서 제도가 있으며 이 또한 프랑스령 폴리네시아에 속한다. 마카테아섬은 장엄한 절벽으로 둘러싸여 있으며 해발 80미터의 고원으로 쏫아있다. 이 섬의 길이는 7.5킬로미터로, 남쪽으로 최대 너비는 7킬로미터이다. 면적은 24제곱 킬로미터이다. 마카테아섬은 투아모투 제도의 유일한 4개의 섬들 가운데 하나이다. 나머지 섬들은 Nukutavake섬, 티케이섬, 테포토섬이 있으며 이 섬들은 일반적인 환초 형태를 띠지는 않는다.

## 같이 보기
- 프랑스령 폴리네시아
- 나우루